# 安井まさじの暇つぶし
安井政史の暇つぶし（やすいまさじのひまつぶし）は、RKKラジオで放送されたラジオ番組（トークバラエティ）。2021年度のナイターオフに編成されていた。
2021年12月21日迄のタイトルは「安井まさじの暇つぶし」。

## 概要・番組内容
読んで字のごとく「暇人の、暇人による、暇人の為の暇つぶし」をコンセプトに「何が言いたいのかよく分からない30分」を生放送で送る番組。
後生川にとってはラジオでは初のレギュラー生番組となり、安井はRKKラジオでは2017年以来久々に冠番組を持つこととなる。
尚、当番組の放送日にもあたる2021年12月28日に、安井が芸名表記を「安井まさじ」から本名の「安井政史」に改めることが発表された為、この日以降番組名も「安井政史の暇つぶし」に改題された（番組サイドからの公式発表なし）。

## 出演者
- 安井政史（2021年12月21日迄は「安井まさじ」）[注釈 2]
- 後生川凜（RKKアナウンサー）[注釈 3]

この他、番組ディレクターの上妻卓実が「暇D」と称し、エフェクターで声を変えた上で出演しており、時折「どうせ今夜も暇してんだろ!?」と題し「エネルギッシュな暇人」のゲストも招いている。

## エピソード
- 初回の生放送終了後、「暇D」が当番組で使用している熊本放送ラジオ第2スタジオのエフェクターの設定変更を怠った為、同じスタジオを使用する翌2021年9月29日の昼ワイド「塚原まきこの福ミミらじお」にて、パーソナリティ塚原まきこがコールする生ジングルに（いつも通り）リバーブを掛ける際、この番組での「暇D」の声と同じく「ヘリウムガスを吸った様な声」と形容される声が放送に乗った[4]為、塚原はコーナー終盤でリスナーに謝罪した上で、生放送中にもかかわらず当番組に苦言を呈し[5]、生放送後のYouTubeにおける「おまけ配信」に於いても珍しく怒りを顕にする[6]事態となった。因みにこの日「おまけ配信」に出演していた、初回放送を聴いていたというラジオ局のテクニカルディレクター・増子和由に依れば、当番組のリハーサルが行われたとみられる、他のラジオスタジオでも同様の事象があった[7]とのこと。当該配信で増子はこの番組に対してかなり好意的な発言[8]をしている。